# Cordylomera acuminata
Cordylomera acuminata är en skalbaggsart som först beskrevs av Johan Christian Fabricius 1776.
Cordylomera acuminata ingår i släktet Cordylomera och familjen långhorningar. Inga underarter finns listade i Catalogue of Life.